# Finley Peter Dunne
Finley Peter Dunne (Chicago, 10 luglio 1867 – New York, 24 aprile 1936) è stato un umorista, giornalista e scrittore statunitense.
Divenne famoso nel 1898 pubblicando Mr. Dooley in Peace and in War, una serie di testi umoristici con protagonista uno stereotipato barista immigrato irlandese che discute di politica e problemi sociali nel suo pub nel South Side di Chicago. Lo humor sottile di Dunne e il suo acume politico gli valsero le simpatie del Presidente degli Stati Uniti d'America Theodore Roosevelt, un soggetto spesso preso di mira dalle battute di Mr. Dooley. Gli sketch divennero talmente popolari da diventare voce dell'opinione pubblica ed essere letti agli incontri settimanali del Gabinetto alla Casa Bianca.

## Biografia

### Infanzia e adolescenza
Peter Dunne (a cui successivamente il nome Finley, cognome da nubile della madre) nacque a Chicago da Ellen e Peter Dunne, carpentiere, entrambi nati in Irlanda; il suo gemello John morì ancora in fasce e Peter divenne il quinto di sette fratelli a sopravvivere fino all'età adulta. La madre era un'accanita lettrice e spinse i figli ad approcciare il mondo della letteratura, mentre il padre era molto aperto sull'educazione dei suoi bambini, rifiutando la tradizione della famiglia di far prendere i voti ad un ragazzo, sostenendo che "non avrebbe costretto nessuno in casa sua a farsi prete". Riconoscendo il potenziale di Peter, i genitori lo iscrissero ad una scuola superiore, unico tra i Dunne a raggiungere un tale livello di istruzione. In questo periodo, mentre Peter frequentava la West Division High School, Ellen si ammalò di tubercolosi e morì poco dopo. Probabilmente, a causa della perdita, i voti di Dunne iniziarono a peggiorare, nonostante brillasse nelle materie letterarie e come dibattittore. Dunne scelse di continuare gli studi universitari nella West Division, ma i suoi voti scarsi lo costrinsero a cambiare i suoi piani, trovando un lavoro al Telegram di Chicago nel 1884, poco prima di compiere diciassette anni. Poco prima del 1886 decise di usare il cognome da nubile della madre come secondo nome, invertendoli poi nel 1888, diventando ufficialmente Finley Peter Dunne.

### Carriera giornalistica

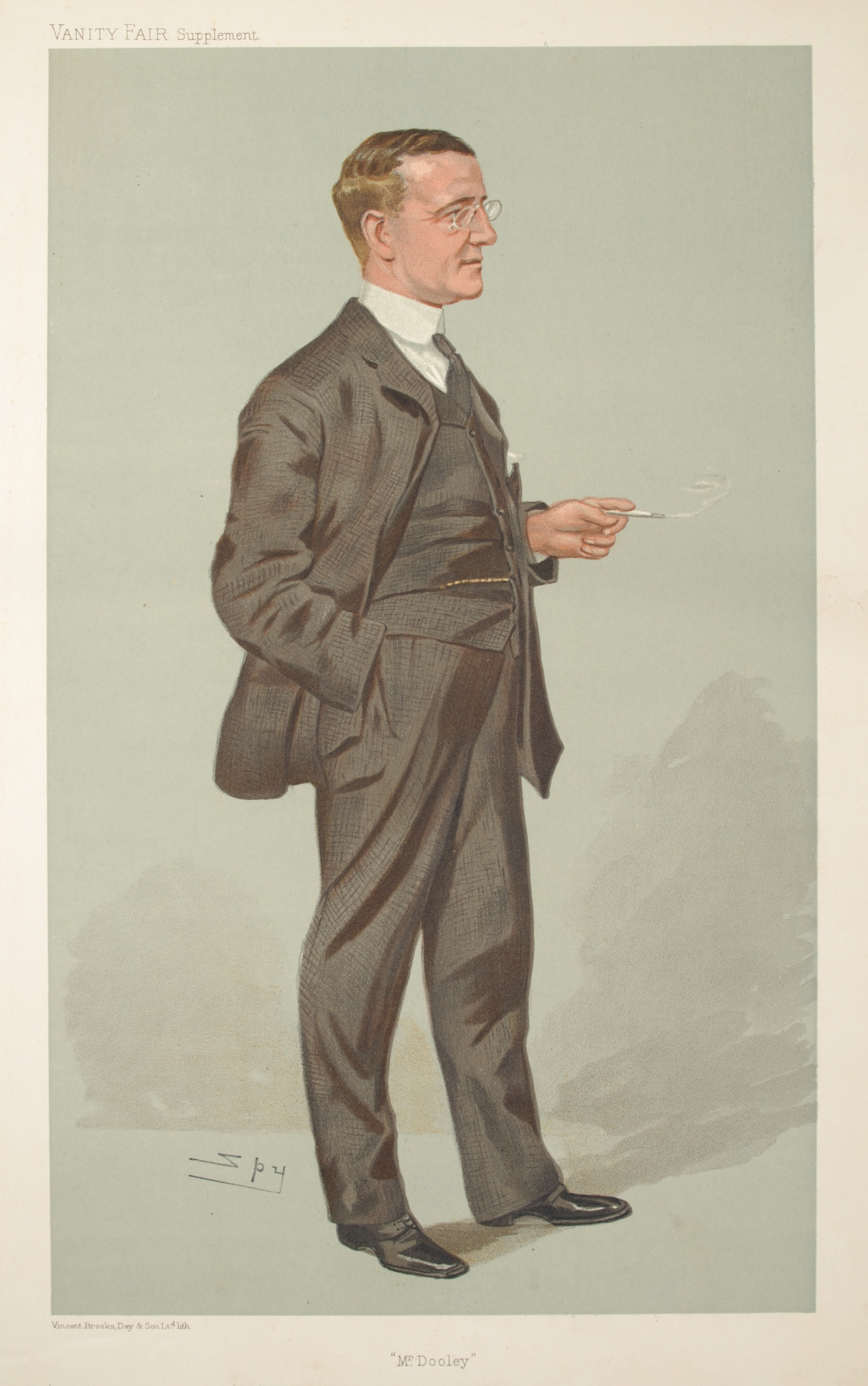
Caricatura di Finley Peter Dunne, disegnata da Leslie Ward e pubblicata su Vanity Fair il 27 luglio 1905

Quando i suoi superiori si accorsero che aveva un certo talento nella scrittura, lo promossero a reporter e gli assegnarono di stendere notizie riguardanti il Chicago Police Department. Venne così notato dal ben più grande Chicago Daily News, a cui si accasò nel 1885. Al posto di lunghi editoriali, la testata richiedeva piccoli articoli, della lunghezza di un paragrafo o addirittura una sola riga, elementi che saranno chiaramente visibili nei pezzi di Mr. Dooley. Il redattore del Daily News,  Harry Ten Eyck White, umorista e appassionato di corse, inventò un personaggio, il "giornalista dei cavalli", che era capace di avverare i disegni dei nuovi abitanti immigrati di Chicago e scrisse una serie di pezzi umoristici su una famiglia irlandese trasferitasi sulla Archer Avenue, futura ambientazione di Dooley. Nello staff del Daily News era presente anche il poeta Eugene Field. i cui lavori tendevano a non essere controversi, a differenza di quelli di Dunne, ma il successo degli articoli di Field provò per la prima volta che testi parodistici o satirici potevano essere inclusi nella proposta dei quotidiani.
In quegli anni la gente della città iniziò a seguire sempre più numerosamente le partite di baseball dei Chicago White Stockings, e nella primavera del 1887 il Daily News iniziò a seguirne le partite (piuttosto che riportare semplicemente il risultato). Dunne venne assegnato sia alle partite casalinghe che a quelle in trasferta. Insieme a Charles Seymour, Dunne plasmò a sua maniera il nascente e ancora grezzo giornalismo sportivo, ponendo le basi per la forma del moderno report americano, sostituendo alle pure e formali descrizioni dell'epoca racconti con un linguaggio tratto dallo slang dei giocatori. Coniò termini come southpaw per descrivere i lanciatori mancini: nello stadio dei hite Socking, i pitcher guardavano ad ovest mentre tiravano dal monte, tirando con il braccio sinistro rivolto a sud. Dunne non era certamente un fan di questa disciplina, ma vedendo molti atleti muscolosi ma ignoranti ebbe l'idea di creare il personaggio di Mr. Dooley.
Nel gennaio del 1888, a soli 21 anni, Dunne venne assunto dal Chicago Times, che dopo anni di declino cercò di rivitalizzare la testata cercando nuovi giornalisti nelle altre redazioni. Finley venne scelto per i suoi pezzi sulle convention nazionali repubblicane e democratiche dello stesso anno.
Per gli anni seguenti continuò a lavorare per vari quotidiani della città: dopo aver lasciato la carica al Times dopo un anno per passare al Chicago Tribune, per poi venir assunto al Chicago Herald nel 1890, tornando in seguito nello staff del Times per commentare le convention politiche del 1892, trasferendosi infine al Chicago Evening Post nel 1893, dove conobbe Mary Perkins Ives Abbott, critica letteraria e sua futura suocera. L'amicizia con Abbott, una delle donne più popolari nell'alta società di Chicago e dell'Illinois, lanciò la figura Dunne nei migliori circoli letterari. Venne quindi designato per scrivere la cronaca della Fiera Colombiana di Chicago e la giunta cittadina lo incaricò come proprio rappresentante per gli eventi relativi all'Irlanda.

### Mr. Dooley

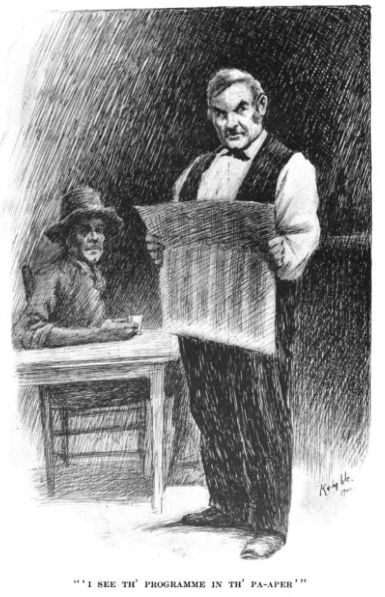
Mr. Dooley (destra) rappresentato da E. W. Kemble nel 1900

Il primo articolo riguardante Dooley apparve quando Dunne era scrittore editoriale capo per il Chicago Post nel 1897 e per alcuni anni scrisse questi pezzi senza sottotitoli od occhielli, venendo pagato 10 dollari per ognuno di questi. Un articolo contemporaneo sugli articoli con protagonista Mr. Dooley afferma che:
Nel 1898, un suo articolo in cui Dooley celebrava la vittoria sulla flotta spagnola nella baia di Manila del Commodoro George Dewey sulla flotta spagnola durante la guerra ispano-americana, attirando l'attenzione nazionale. In poco tempo, i "saggi" settimanali di Dooley vennero diffusi su vari rotocalchi attraverso tutti gli Stati Uniti D'America tramite syndication. L'anno seguente, con il titolo Mr Dooley in Peace and War, venne pubblicata una collezione di articoli sotto forma di libro, ricevette recensioni entusiaste dalla critica e divenne un bestseller di quell'anno. Dunne si trasferì a New York per dedicarsi a tempo pieno nella sua attività di scrittore di livello nazionale. I suoi lavori raggiunsero una popolarità tale da essere letti durante le riunioni del Gabinetto presidenziale.
Theodore Roosevelt stesso divenne un estimatore del personaggio, nonostante fosse spesso bersagliato da Dunne. Quando Roosevelt pubblicò il suo libro The Rough Riders, Dunne scrisse una recensione tongue-in-cheek che si faceva beffe dell'eroe di guerra con la frase di chiusura "fossi stato in lui, avrei chiamato questo libro Da solo a Cuba", criticandone il tono troppo auto-celebrativo e quasi megalomane, scatenando una polemica a livello nazionale. Roosevelt rispose a Dunne:
I due si incontrarono finalmente alla convention repubblicana del 1900, dove Roosevelt, all'epoca governatore dello Stato di New York, dove annunciò di aver accettato la candidatura a Vicepresidente degli Stati Uniti d'America per William McKinley. Negli anni successivi, Dunne divenne un'ospite frequente alle cene e alle feste alla Casa Bianca.
Dunne scrisse più di 700 articoli su Dooley, di cui circa un terzo ripubblicati sotto forma di libri. la loro popolarità iniziò a scemare con l'inizio dell Prima Guerra Mondiale. Da allora, Dunne, ancora residente a New York, iniziò a scrivere per riviste e giornali come Metropolitan Magazine, The American Magazine e Collier's Weekly, diventando una persona di spicco di alcuni circoli cittadini.
Il "Dooley" di Dunne era basato su una rappresentazione realistica della vita della classe lavoratrice e non rifletteva l'idealismo di gran parte dei commentatori dell'epoca. Lo storico Chris Fanning afferma che:

### Vita privata
Il 10 dicembre 1902, Dunne sposò la figlia di Mary Abbott, sua promotrice sociale, Margaret Ives Abbott, che, come sua madre, era una delle donne più in vista nella società di Chicago ed una nota golfista. Entrambe parteciparono ai Giochi della II Olimpiade a Parigi 1900, dove Margaret vinse l'evento (ma non la medaglia d'oro, in quanto non ancora assegnate all'epoca). Abbott e Dunne ebbero quattro bambini, tra cui lo sceneggiatore e regista Philip Dunne.
Dunne morì a New York nel 1936.

## Opere
- Mr. Dooley in Peace and in War (1899)
- Mr. Dooley in the Hearts of His Countrymen (1899)
- Mr. Dooley's Philosophy (1900)
- Mr. Dooley's Opinions (1901)
- Observations by Mr. Dooley (1902)
- Dissertations by Mr. Dooley (1906)
- Mr. Dooley Says (1910)
- Mr. Dooley on Making a Will and Other Necessary Evils (1919)[28]